# Тиморско море
Тиморско море (на английски: Timor sea; на индонезийски: Laut Timor; на португалски: Mar de Timor) е периферно море на Индийския океан, разположено между Австралия на юг и Малайския архипелаг на север.
Според данните на Международната хидрографска организация границите му са следните):
- на юг мие част от северните брегове на Австралия;
- на северозапад мие югоизточните брегове на островите Роти и Тимор, а чрез протока Роти между тях се свързва с море Саву на Тихия океан;
- на север границата му с море Банда на Тихия океан се прекарва от най-източния нос на остров Тимор през островите Лети и Бабар и протоците между тях и достига до югозападния нос на остров Селару (от о-вите Танимбар);
- на изток границата с Арафурско море е правата линия от югозападния нос на остров Селару до северозападния нос на полуостров Кобург в Австралия;
- на запад границата с останалата част на Индийския океан е правата линия от югозападния нос на остров Роти до нос Лондондери в Австралия.

Дължина от запад на изток 830 km, ширина до 750 km, площ 615 хил.km2. Около 3/4 от морето е дълбочина до 200 m, като максималната му дълбочина от 3310 m е разположена в северната му част, в Тиморската падина. Южните му, австралийски брегове са силно разчленени и изобилстват от множество заливи и полуострови. Най-големи заливи са Жозеф Бонапарт и Ван Диймен, а най-големи острови Мелвил и Батърст в югоизточната му част и Ашмор и Картие на запад, които са владение на Австралия. Често се наблюдават тропични бури. През зимата (юни-август) морските течения са с източно направление, а през лятото – със западно направление. Температурата на водата се изменя от 25 °C през зимата до 29 °C през лятото. Соленост 34,0 – 35,0‰. Приливите са неправилни полуденонощни с височина до 3 – 4 m. Най-голямото пристанище е австралийският град Даруин.
В шелфовата зона на морето са открити залежи на нефт и природен газ и значителни въглеводородни находища, което води до спорове между Индонезия, Източен Тимор и Австралия. През 2009 г. в морето е образуван голям нефтен разлив.